# Joseph Cistone
Joseph Robert Cistone (ur. 18 maja 1949 w Filadelfii, Pensylwania; zm. 16 października 2018 w Saginaw) – amerykański duchowny katolicki, w latach 2009-2018 biskup Saginaw w metropolii Detroit.

## Życiorys
Ukończył seminarium duchowne w rodzinnej miejscowości. Święcenia kapłańskie otrzymał 17 maja 1975 z rąk kardynała Johna Krola. W kolejnych latach posługi kapłańskiej pracował w kilku parafiach, a także w kurii archidiecezjalnej i na swej alma mater jako dziekan ds. formacji. W latach 1998–2009 wikariusz generalny archidiecezji Filadelfia. Od 1998 prałat honorowy Jego Świątobliwości.
8 czerwca 2004 mianowany biskupem pomocniczym Filadelfii ze stolicą tytularną Casae Medianae. Sakry udzielił ówczesny metropolita Justin Francis Rigali. 20 maja 2009 został ordynariuszem Saginaw w Michigan. Ingres odbył się 28 lipca 2009.
Zmarł w swoim domu 16 października 2018.